# سيمبوكو (أكيتا)
سيمبوكو مدينة تقع ضمن محافظة أكيتا في اليابان، تأسست في 9/20/2005، بلغ عدد تعداد سكانها في 1 يناير – 2008 حوالي 30885 مساحتها الإجمالية حوالي 1093.64 كم٢ لتصبح كثافة سكانها 28.2 نسمة لكل كيلو متر مربع.